# Echinochloa crus-galli utilis
Il miglio giapponese (Echinochloa crus-galli subsp. utilis (Ohwi & Yabuno) T.Koyama, 1987) è una sottospecie della famiglia delle Poacee, coltivata in piccola scala in Giappone, Cina e Corea, sia come cibo che come foraggio.
Le prime notizie della coltivazione di miglio giapponese risalgono al 2000 a.C., durante il periodo Jōmon.
Viene coltivato in aree inadatte alla coltivazione di riso, a causa del terreno inadatto o delle temperature troppo fredde. Lo sviluppo di varietà di riso resistenti al clima freddo ha portato ad un netto calo di produzione di miglio giapponese, in favore del riso.